# Pomacentrus vaiuli

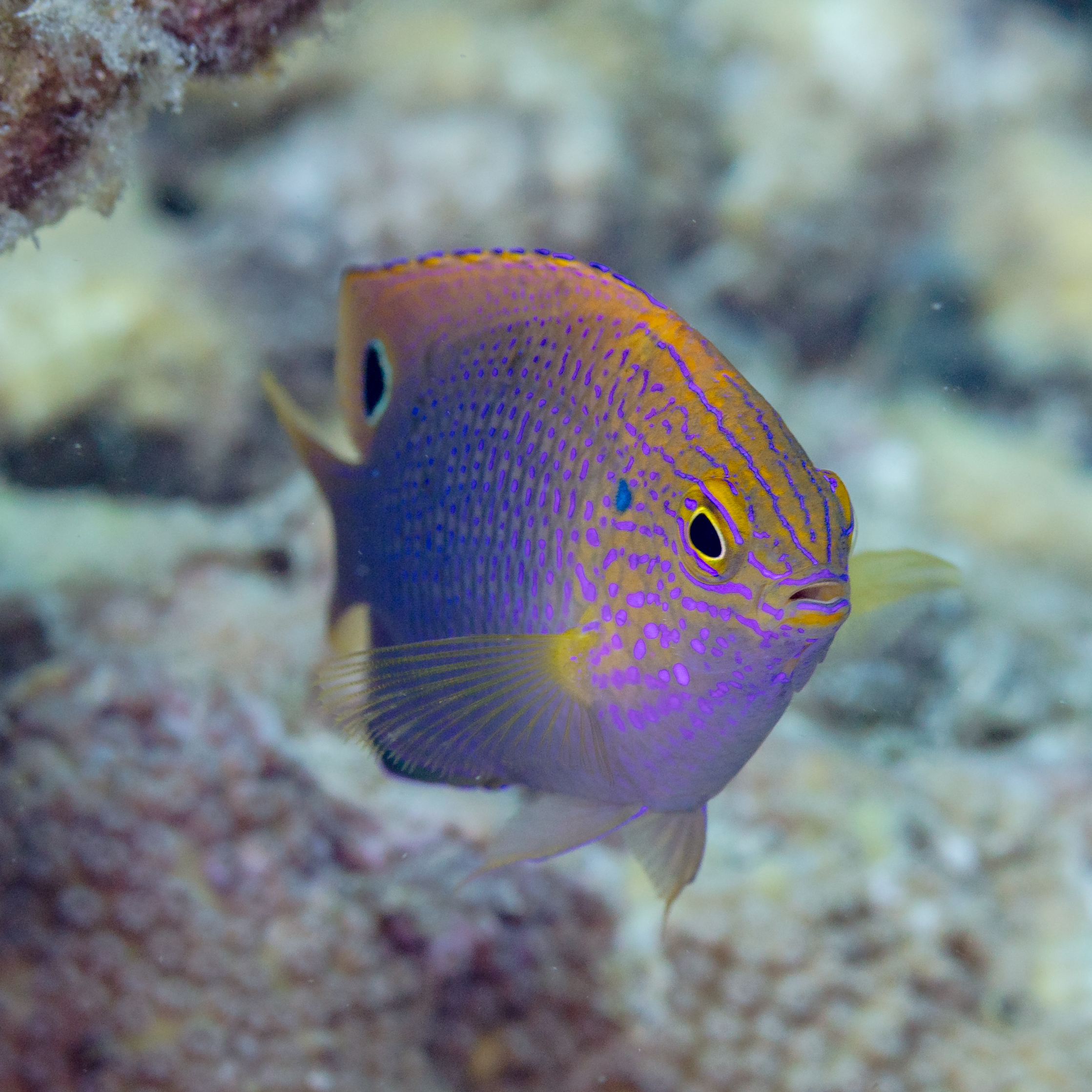
Ejemplar en Anilao, Filipinas.

Pomacentrus vaiuli es una especie de peces de la familia Pomacentridae en el orden de los Perciformes.

## Morfología
Los machos pueden llegar alcanzar los 10 cm de longitud total.

## Hábitat
Es un pez de mar.

## Distribución geográfica
Se encuentra desde las Islas Molucas hasta Samoa, las Islas Izu y Nueva Caledonia.